# Udgravning
En udgravning i forbindelse med arkæologi er en af de vigtigste metoder til at skaffe sig viden om livet i tidligere tider og er ofte det, de fleste forbinder med arkæologi.
Man kan skelne mellem tre hovedtyper af udgravninger:
- Forskningsudgravning: En arkæologisk udgravning udført for at svare på bestemte forskningsspørgsmål.
- Nødudgravning: En arkæologisk udgravning, der har til formål at dokumentere eller “redde” anlægsspor og genstandsfund forud for destruerende anlægsarbejde, erosion eller dyrkning.
- Forundersøgelse/rekognoscering: Mindre, eksplorativ udgravning, der har til formål at lokalisere anlægsspor og afgrænse deres udstrækning.